# Lietta Tornabuoni
Lietta Tornabuoni (Pisa, 24 de marzo de 1931-Roma, 11 de enero de 2011) fue una periodista y crítica de cine italiana.

## Biografía
Nacida en Pisa el 24 de marzo de 1931 en el seno de una antigua familia aristocrática, comenzó su carrera periodística en 1949, a los 18 años, en el semanario Noi Donne. Entre 1954 y 1957 fue corresponsal del semanario Il Lavoro de la Confederación General Italiana del Trabajo, dirigido por Gianni Toti. En 1956 colaboró con Novella y más tarde con L'Espresso, L'Europeo, La Stampa y Corriere della Sera.
Además de su labor como periodista, publicó libros sobre cine y televisión. Estuvo especialmente vinculada a Turín, como corresponsal del periódico La Stampa, del Festival de Cine de Turín y de numerosas iniciativas del Museo Nacional del Cine.

### Plano personal y fallecimiento
Hermana del pintor Lorenzo Tornabuoni, en diciembre de 2010 fue hospitalizada en el Policlínico Umberto I de Roma debido a una caída; falleció el 11 de enero de 2011, a la edad de 79 años.